# SV Stern Britz 1889
Maillots
Le SV Stern Britz 1889 est un club sportif allemand localisé à Berlin.
En plus du football, ce club comporte de nombreuses sections sportives et culturelles, dont la danse, les fléchettes, la natation mais aussi de l’aérobic et le football américain.
Au niveau du football, le club se veut essentiellement un club formateur.

## Histoire
Les origines de ce club remontent à la création du Berliner FC Marbert qui dans le courant de sa première année d'existence prit le nom de Berliner Fußball Club Stern 1889, le 3 mai 1889. Ce club fut un des  fondateurs de la DFB .

### BFC Stern 1889
Le club joua dans les ligues berlinois où il remporta un titre en 1904. Sa plus haute progression fut d’atteindre la Berzirksliga Berlin (équivalent à l’époque au niveau 5) en 1939.
Après la Seconde Guerre mondiale, le BFC Stern fut dissous par les Alliés (comme toutes les associations allemandes). Contrairement à beaucoup d’autres, il ne fut pas immédiatement reconstitué. Pour cela, il fallut attendre 1950.

### Reconstitution
Ce fut le 8 juillet 1950 que l’ancien BFC Stern fut reconstitué sous l’appellation 1. FC Neukölln Stern. 
Le club gagna le droit de monter en Verbandsliga Berlin (équivalent D3) en 1953. La saison suivante, le club se classa 3e de sa série.
Neukölln-Stern fut relégué à la in de la saison 1957–1958. Ensuite, il recula davantage encore dans la hiérarchie.
Ne doit pas être confondu avec 1. FC Neukölln.

### Fusion
Le 15 juin 1973, le 1. FC Neukölln-Stern fusionna avec le SV Britz Süd 49 (un club créé après la guerre) pour former un club omnisports : le SV Stern Britz 1889

## Berlin Thunderbirds
Fondée en 1992, l’équipe de Football américain des Berlin Thunderbirds rejoignit le SV Stern Britz l’année suivante. En 2002, avec près 300 membres, les Thunderbirds sont la plus importante équipe berlinoise de Foot US.

## Sources et Liens externes
- Website officiel du SV Stern Britz